# Striga junodii
Striga junodii ist eine Pflanzenart aus der Gattung Striga in der Familie der Sommerwurzgewächse (Orobanchaceae).

## Beschreibung
Striga junodii ist eine 30 bis 60 cm hoch werdende, steif aufrecht wachsende, unverzweigte, parasitäre, ausdauernde Pflanze. Sie ist schuppig und steifhaarig behaart. Der Stängel ist geflügelt. Die Laubblätter sind 10 bis 25 × 1 bis 2 mm groß, linealisch geformt, ganzrandig und besitzen eine undeutliche Aderung. Sie stehen gegenständig an der Basis des Stängels, darüber stehen sie wechselständig. Die Blätter sind kürzer als die Internodien.
Die Blüten stehen wechselständig in einem offenen, traubenförmigen Blütenstand, der deutlich kürzer als der vegetative Spross ist. Die Blüten werden von je zwei Tragblättern begleitet, diese sind 2 bis 5 (selten bis 12) × 1 mm groß, linealisch geformt und kürzer als der Kelch.
Der Kelch besitzt 15 bis 18 Rippen und ist 11 bis 15 mm lang. Die Kelchröhre hat eine Länge von 7 bis 9 mm und ist mit fünf gleich geformten, linealischen bis lanzettlichen und 4 bis 7 mm langen Kelchzipfeln besetzt. Damit sind die Kelchzipfel etwas kürzer als die Kelchröhre. Die Krone ist violett gefärbt. Die Kronröhre hat eine Länge von 20 bis 22 mm, ist gebogen, oberhalb des Kelches erweitert und dicht behaart. Die Lappen der Unterlippe haben eine Größe von 8 bis 11 × 4 bis 5 mm, sie sind abstehend, umgekehrt eiförmig und leicht eingeschnitten. Die Oberlippe hat eine Größe von 5 bis 8 × 8 bis 11 mm und ist eingekerbt.

## Vorkommen
Striga junodii ist nur durch wenige Sammlungen aus dem südlichen Mosambik und dem nordöstlichen Südafrika bekannt. Die Art wächst dort auf sumpfigen Böden.